# 片桐一男
片桐 一男（かたぎり かずお、1934年12月26日 - ）は、日本の歴史学者、青山学院大学名誉教授。専攻は、蘭学史・洋学史・日蘭文化交渉史。

## 来歴
1934年、新潟県生まれ。新潟県立与板高等学校を卒業。1967年、法政大学大学院人文科学研究科（日本史学専攻）博士課程単位取得退学。
その後、法政大学助手就任、1968年より文部省職員。1983年に学位論文『阿蘭陀通詞の研究』を青山学院大学に提出して文学博士の学位を取得。1977年より青山学院大学文学部助教授、1981年より教授。2003年に青山学院大学を定年退任し、名誉教授の称号を授けられた。その後は、公益財団法人東洋文庫研究員。

## 受賞
- 1986年：『阿蘭陀通詞の研究』で角川源義賞を受賞。

## 著書
著書
- 『杉田玄白』吉川弘文館〈人物叢書〉1971
  - 新版 1986
  - オンデマンド版 2020
- 『阿蘭陀通詞の研究』吉川弘文館 1985
  - オンデマンド版 2019
- 『蘭学、その江戸と北陸 大槻玄沢と長崎浩斎』思文閣出版 1993
- 『阿蘭陀通詞今村源右衛門英生 外つ国の言葉をわがものとして』丸善ライブラリー 1995
- 『未刊蘭学資料の書誌的研究』1・2 ゆまに書房〈書誌書目シリーズ〉 1997-2006
- 『開かれた鎖国 長崎出島の人・物・情報』講談社現代新書 1997
- 『阿蘭陀宿海老屋の研究』1・2 思文閣出版 1998
- 『京のオランダ人 阿蘭陀宿海老屋の実態』吉川弘文館〈歴史文化ライブラリー〉 1998
  - オンデマンド版2017
- 『江戸の蘭方医学事始 阿蘭陀通詞・吉雄幸左衛門耕牛』丸善ライブラリー 2000
- 『江戸のオランダ人 カピタンの江戸参府』中公新書 2000
- 『出島 異文化交流の舞台』集英社新書 2000
- 『平成蘭学事始 江戸・長崎の日蘭交流史話』智書房 2004
- 『阿蘭陀宿長崎屋の史料研究』雄松堂出版 2007
- 『それでも江戸は鎖国だったのか オランダ宿日本橋長崎屋』吉川弘文館〈歴史文化ライブラリー〉 2008
  - オンデマンド版 2019
- 『知の開拓者杉田玄白 『蘭学事始』とその時代』勉誠出版 2015
- 『伝播する蘭学 江戸・長崎から東北へ』勉誠出版 2015
- 『江戸時代の通訳官 阿蘭陀通詞の語学と実務』吉川弘文館 2016
  - 改題「阿蘭陀通詞」講談社学術文庫 2021
- 『勝海舟の蘭学と海軍伝習』勉誠出版 2016
- 『シーボルト事件で罰せられた三通詞』勉誠出版 2017
- 『杉田玄白評論集』勉誠出版 2017
- 『紅毛沈船引き揚げの技術と心意気』勉誠出版 2017
- 『出島遊女と阿蘭陀通詞　日蘭交流の陰の立役者』勉誠出版 2018
- 『鷹見泉石－開国を見通した蘭学家老』中央公論新社〈中公叢書〉2019
- 『カピタン　最後の江戸参府と阿蘭陀宿　歩く、異文化交流の体現者』勉誠出版 2019
- 『杉田玄白と江戸の蘭学塾　「天眞樓」塾とその門流』勉誠出版 2021

校訂・翻訳
- 『鎖国時代対外応接関係史料』校訂 近藤出版社 1972
- 『年番阿蘭陀通詞史料』服部匡延と校訂 近藤出版社「日本史料選書」 1977
- 全訳注『杉田玄白　蘭学事始』講談社学術文庫 2000
- 『レフィスゾーン江戸参府日記』雄松堂出版「新異国叢書」 2003
- 岩崎克己 『前野蘭化』平凡社東洋文庫 1996
  - オンデマンド版 校訂解説 2009

記念論集
- 『日蘭交流史 その人・物・情報』思文閣出版 2002

論文
- 片桐一男